# Frontera (Coahuila)
Frontera, también conocida como Ciudad Frontera, es una ciudad mexicana, cabecera del municipio de Frontera, situada en el estado de Coahuila. Forma parte de la zona metropolitana de Monclova - Frontera.

## Localización
La ciudad de Frontera se encuentra localizada en el este del municipio de Frontera.
La ciudad se sitúa en las coordenadas: 26°55′55″N 101°27′06″O / 26.93194, -101.45167, a una altura media de 585 metros sobre el nivel del mar. 

## Demografía

### Población
De acuerdo con el Censo de Población y Vivienda realizado en el año 2020 por el Instituto Nacional de Estadística y Geografía (INEGI), Frontera tiene un total de 75 242 habitantes, siendo 37 695 mujeres y 37 547 hombres.

### Viviendas
En el censo del año 2020, en Frontera había alrededor de 23 731 viviendas particulares, de éstas, 21 273 estaban habitadas, 2 458 estaban inhabitadas, 21 218 disponían de energía eléctrica, 21 091 disponían de excusado o sanitario, y 21 103 disponían de drenaje.

### Evolución demográfica
| Gráfica de evolución de Frontera entre 1930 y 2020    |
|                                                       |
| Fuente: Instituto Nacional de Estadística y Geografía |